# Antonio Marañón, el Trapense

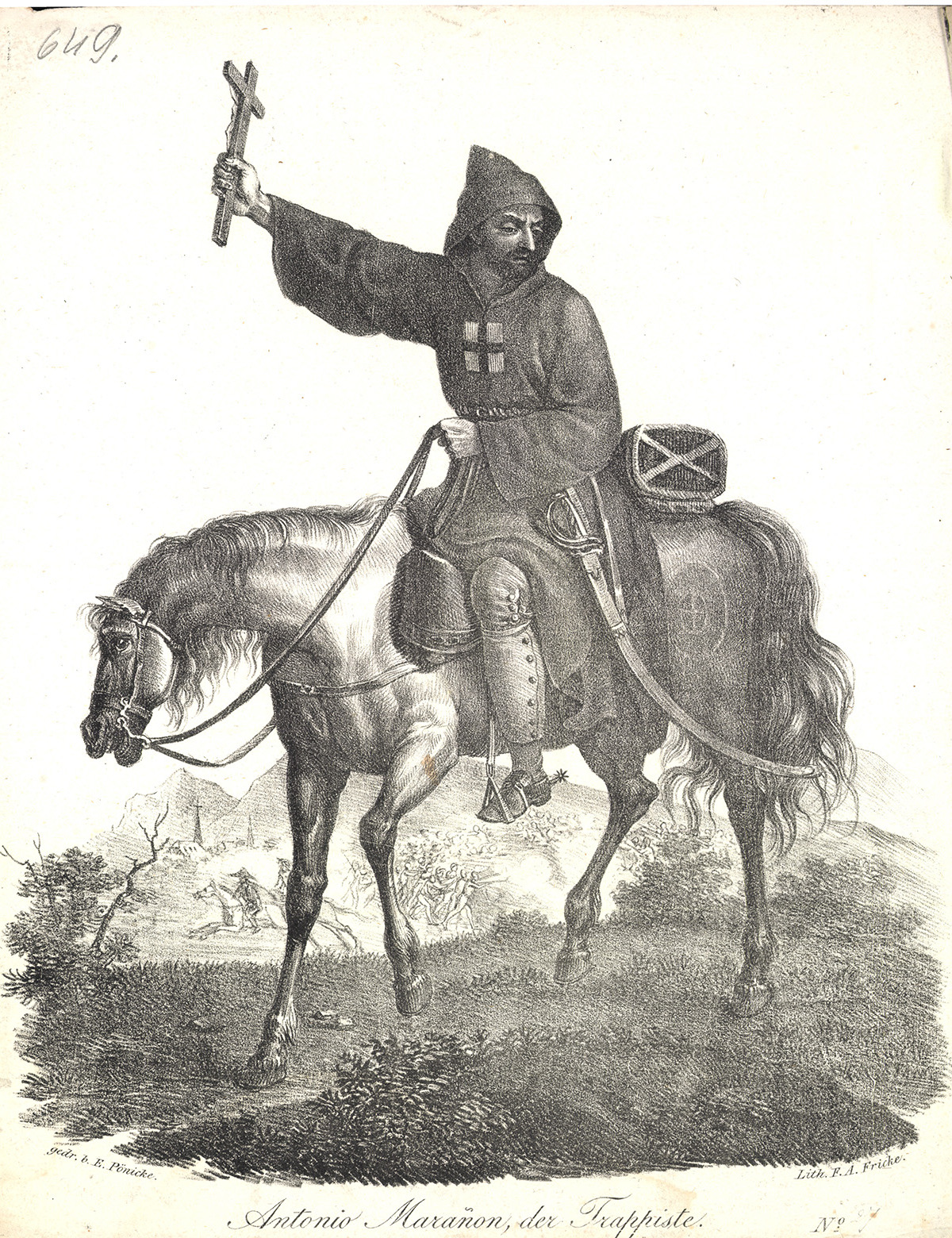
Antonio Marañón, el Trapense, litografía de Friedrich August Fricke (1784-1858). Inscripción. «Antonio Marañon, der Trappsite».

Antonio Marañón, el Trapense o el Trapista (Marañón, Navarra, c. 1777-Monasterio de Santa María de la Trapa de Santa Susana, Villanueva de Almazán, 1826) fue un soldado, monje cisterciense y guerrillero absolutista español, ejemplo característico del tipo de fraile trabucaire activo en Cataluña durante el Trienio Liberal, junto con Misas y Mosén Antón Coll.

## Biografía
Luchó en las guerras de la Convención de 1793 a 1795 y de la Independencia española, en la que participó en el asalto y recuperación  de Jaca el 5 de diciembre de 1813. Distinguiéndose por su fanatismo, en 1814 destruyó por su propia mano la estatua de la libertad que se encontraba en el salón del congreso de los diputados en Madrid.
Terminada la guerra, en la que habría alcanzado el grado de capitán, permaneció durante algún tiempo en el ejército, llevando una vida desordenada. Tras perder al juego su dinero y charreteras, además de la caja de la compañía, tomó los hábitos como lego cisterciense de la estricta observancia, «para ocultar su nombre y su existencia de aventurero, durante muchos años entregado a los más despreciables vicios».
En abril de 1822 formó una de las partidas absolutistas más activas de las alzadas en Cataluña para combatir a los gobiernos liberales del trienio constitucional, contando con la financiación de Josefina de Comerford. El 21 de junio de 1822, reunidas varias de esas partidas, tomaron por asalto la Seo de Urgel, con él a la cabeza, y por orden suya dieron muerte a su guarnición en Olot, tras haberla hecho cautiva. Ocupada la Seo de Urgel, y disponiendo así los realistas de una plaza fortificada por primera vez, se estableció en ella la Regencia absolutista formada por Bernardo Mozo de Rosales, marqués de Mataflorida, Jaime Creus Martí, arzobispo preconizado de Tarragona, y el barón de Eroles.
Modesto Lafuente lo describe al tiempo de su actividad guerrillera como de unos cuarenta y cinco años, de aspecto severo y mirada penetrante. Dándose aire de ascético y virtuoso, escribía Modesto Lafuente,

bendecía con mucha gravedad a las gentes, que se arrodillaban a su paso y tocaban y besaban su ropaje. Fingía revelaciones para fanatizar y entusiasmar a la crédula muchedumbre; montaba con el hábito remangado, que suponía embotar las balas enemigas y hacerle invulnerable: llevaba en su pecho un crucifijo, y sable y pistolas pendientes de la cintura.

Sebastián Miñano hizo la siguiente descripción del Trapense desde su exilio en París en 1824, un año después del fin del Trienio:

Porta siempre un sayal y una capa idéntica, con una capucha bastante elevada. Tenía la cabeza afeitada. Un crucifijo suspendido sobre su pecho; lleva un gran rosario como cinturón. Montado sobre un pequeño caballo feo, su figura es grotesca cuando pasa revista a las tropas; pero al mismo tiempo esta extravagancia ha contribuido singularmente a exaltar a los pueblos en su favor, porque lo miran como a un hombre inspirado por Dios, comparable a aquellos de los se hablan en las escrituras.

Como el ejército liberal había entrado en el convento de los capuchinos de Cervera, desde el que se les había hecho fuego, y degollado a los frailes, Marañón, cuenta Lafuente, atacó la población, causó muchas bajas entre los liberales y la prendió fuego por los dos costados.

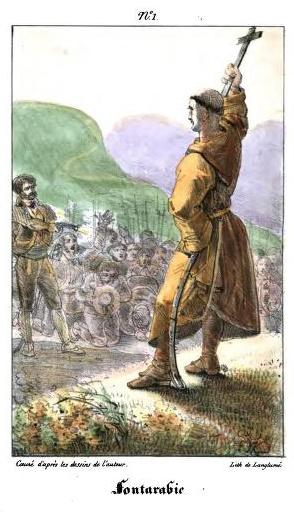
Fontarabie. Litografía de Langlumé según los dibujos del autor del Album d'un soldat pendant la campagne d'Espagne de 1823, París, 1829.

De Cataluña pasó a Aragón entrando en Barbastro y Huesca. Derrotado en Ayerbe por Zarco del Valle, que le tomó un cañón y una bandera, pasó a Navarra, reuniéndose con las partidas allí alzadas. Desde Navarra planeó la toma de Jaca, donde había logrado algunas complicidades, pero sufrió una nueva derrota en Bolea. Uno de los soldados del ejército francés enviado por la Santa Alianza para restaurar en España el absolutismo, nada más cruzar los Pirineos, en abril de 1823, se encontró en Fuenterrabía con el Trapense, «espèce de fanatique» del que tomó un apunte en su álbum en el momento en que se hacía disparar por un compinche con una pistola descargada para hacer creer a los suyos que era invulnerable a las balas y, a cambio de ofrecerles milagros –decía el francés, entre indignado y asombrado– consentía toda clase de crueldades a sus indisciplinados hombres. Dos años después, terminaba, había tenido la satisfacción de verle conducido bajo escolta a un convento, «où sans doute il expie ses erreurs». Tras la restauración de Fernando VII en el poder absoluto merced a la intervención del duque de Angulema y los Cien Mil Hijos de San Luis, el Trapense acabó convirtiéndose a causa de su fanatismo en un problema también para los realistas y para el conde de España, capitán general de Navarra, que en febrero de 1824 lo envió a Madrid escoltado por una guardia supuestamente de honor, y de Madrid se le condujo al monasterio trapense de Santa Susana, donde habría muerto en 1826.
Muy distinto, con algo de justiciero y quizá fantástico, es el relato de la muerte del Trapense que hace Pompeyo Gener en Mis antepasados y yo. Apuntes para unas memorias, apuntes escritos hacia 1911-1914 pero que a su muerte quedaron sin publicar. Contaba en ellos Gener que en el otoño de 1823 entró la partida del Trapense en Cambrils, donde estaba su casa solariega familiar, y en ella apresaron a uno de sus tíos. Su abuela, al percatarse de ello, corrió a abrazarlo en la cuerda de presos cuando Marañón, acercándose por detrás, le abrió la cabeza de un culatazo, siendo luego rematados madre e hijo con las bayonetas. Cuando lo supo su abuelo, capitán de un buque, con sus otros hijos organizó una partida para perseguir al monje. «A los pocos meses» su tío José tuvo noticia del paradero del Trapense, que se hallaba solo, y con sus migueletes lo apresó:

Los suyos querían destrozarlo. «¡Alto!, que me pertenece», les gritó. Lo sujetó fuertemente a una soga y atándola a una argolla de la silla de su caballo partió al trote arrastrándolo, y los demás detrás de él horas y horas. En llegando al sitio donde el fraile criminal había asesinado a su madre y su hermano, hizo alto. El «Trapense» ya no tenía figura humana; había dejado trozos de carne por el camino pero aún palpitaba. Entonces lo hizo atar a un árbol y lo fusiló, poniendo encima de él un letrero en que constaba la causa.

Otro retrato del Trapense hizo Benito Pérez Galdós en El terror de 1824, novela de la segunda serie de los Episodios nacionales:

... avanzaba hacia el centro de la plaza la más estrambótica figura que puede ofrecerse a humanos ojos en esos días de revueltas políticas [...] Era un hombre a caballo, mejor dicho, a mulo. Vestía hábitos de fraile y traía un Crucifijo en la mano, y pendientes del cinto sable, pistolas y un látigo. Seguíanle cuatro lanceros a caballo y rodeábale escolta de gritonas mujeres, pilluelos y otra ralea de gente de esa que forma el vil espumarajo de las revoluciones.

Era el Trapense joven, de color cetrina, ojos grandes y negros, barba espesa, con un airecillo más que de feroz guerrero, de truhan redomado. Había sido lego en un convento, en el cual dio mucho que hacer a los frailes con su mala conducta, hasta que se metió a guerrillero, teniendo la suerte de acaudillar con buen éxito las partidas de Cataluña. Conocedor de la patria en cuyo seno había tenido la dicha de nacer, creyó que sus frailunas vestiduras eran el uniforme más seductor para acaudillar aventureros, y al igual de las cortantes armas puso la imagen del Crucificado. En los campos de batalla, fuera de alguna ocasión solemne, llevaba el látigo en la mano y la cruz en el cinto; pero al entrar en las poblaciones colgaba el látigo y blandía la cruz, incitando a todos a que la besaran. Esto hacía en aquel momento, avanzando por la plazuela. Su mulo no podía romper sino a fuerza de cabezadas y tropezones la muralla de devotos patriotas, y él, afectando una seriedad más propia de mascarón que de fraile, echaba bendiciones. El Demonio metido a evangelista no hubiera hecho su papel con más donaire. Viéndole, fluctuaba el ánimo entre la risa y un horror más grande que todos los horrores. Los tiempos presentes no pueden tener idea de ello, aunque hayan visto pasar fúnebre y sanguinosa una sombra de aquellas espantables figuras. Sus reproducciones posteriores han sido descoloridas, y ninguna ha tenido popularidad, sino antes bien, el odio y las burlas del país.
Benito Pérez Galdós, El terror de 1824, cap. IV.